# Georg Keppler
Georg Keppler (7. května 1894, Mohuč – 16. června 1966, Hamburg) byl německý vysoce postavený člen Waffen-SS v hodnosti SS-Obergruppenführer a General der Waffen-SS.

## Život
Narodil se 7. května 1894 v Mohuči jako syn pruského plukovníka ve výslužbě Otty Kepplera a Amalie Elisabeth roz. Heyke.

### První světová válka
Po absolvování Altes Gymnasium v Brémách byl 28. února 1913 přijat do Regimentu střelců polního maršála prince Albrechta Pruského (Hannover) č. 73 jako praporeční junker (Fahnenjunker). Od října 1913 do května 1914 studoval na vojenské škole v Hlohově. Po návratu byl 18. června 1914 povýšen na podporučíka (Leutnant).
Na začátku první světové války byl nasazen na Západní frontu jako velitel čety (Zugführer). Dne 29. srpna 1914 byl u města Saint-Quentin těžce zraněn. Po pobytu v nemocnici a zotavení byl Keppler roku 1915 převelen k 39. pěší brigádě. Zde a později v 19. záložní divizi působil jako Ordonnanzoffizier (podobný hodnosti adjutanta). Na konci války získal hodnost nadporučíka (Oberleutnant) a plukovního adjutanta ve svém prvním pluku.

### Meziválečné období
Po válce byl převelen k Reichswehru do Pěšího pluku 19. Začátkem srpna službu opustil a nastoupil do Hannoverských bezpečnostních složek.
Jako policejní kapitán byl v letech 1924–1926 velitelem Hundertschaftu. Dne 1. července 1926 z politických důvodu odešel k Durynské státní policii. Zpočátku působil na oddělení v Gothaji a poté od ledna 1927 do února 1928 velel nezávislému Hundertschaftu v Hildburghausenu. Působil také ve městě Jena.
Dne 1. října 1939 vstoupil do NSDAP (členské číslo: 338 211).
Po celkem 14 letech u policii se rozhodl vrátit do armády. Od 24. května do 10. října 1935 krátce sloužil v hodnosti majora u 32. pěšího pluku. Dne 10. října 1935 se připojil k SS-Verfügungstruppe (členské číslo: 273 799). Jako SS-Sturmbannführeru mu bylo svěřeno velení nad 1. praporem SS-Standarte 1. Po Anšlusu byl 20. dubna 1937 prověřen jako SS-Obersturmbannführer divize SS Standarte 3, která později získala čestný název „Der Führer“ a byla přeorganizována na Pluk tankových granátníků SS 4. Dne 20. dubna 1938 mu byla udělena hodnost SS-Standartenführer.

### Druhá světová válka
V říjnu 1939 se Pluk tankových granátníků stal součástí SS-Verfügungsdivision.
Keppler se zúčastnil bitvy o Francii, balkánského tažení a operace Barbarossa. Dne 13. května 1940 byl povýšen na SS-Oberführera a 9. listopadu 1940 získal hodnost SS-Brigadeführer a Generalmajor der Waffen-SS.
Od 15. července 1941 do 21. září 1941 velel 3. tankové divizi SS „Totenkopf“. Následně se léčil s podezřením na nádor mozku. Během období léčby byl čestným velitelem 6. horské divize SS „Nord“.
Dne 30. ledna 1942 byl povýšen do hodnosti SS-Gruppenführer a Generalleutnant der Waffen-SS. Od 1. dubna 1942 do 10. února 1943 velel 2. tankové divize SS „Das Reich“. Poté byl do srpna stejného roku opět v lékařské péči.
Od 31. srpna 1943 do 15. dubna 1944 velel Waffen-SS v Protektorátu Čechy a Morava, následně krátkou dobu také v Maďarsku.
Dne 20. dubna 1944 byl povýšen do hodnosti SS-Obergruppenführer a General der Waffen-SS a 16. srpna začal velet I. tankovému sboru SS pod vrchním velitelem Walterem Modelem. Dne 30. října 1944 se stal velitelem 3. tankového sboru SS (germánský).
Po neúspěchu Operace Nordwind se 12. ledna 1945 stal Kommandierender Generalem 18. armádního sboru SS. Dočasně vedl také 19. armádu SS.
Dne 16. dubna 1945 neuposlechl Hitlerův příkaz a zastavil obranu Freiburgu a stáhl své jednotky na východ. Dne 26. dubna 1945 u Blumbergu rozpustil jednotku a s několika tisíci dobrovolníky podnikl úspěšný průlom přes francouzskou bariéru. Většina vojáků byla zajata Francouzi.
Keppler se s malou bojovou skupinou dostal ke své rodině do Seebrucku a 22. května 1945 se vzdal americké armádě.
Dne 26. dubna 1948 byl propuštěn z amerického zajetí a internace. Do prosince 1952 pracoval jako městský úředník v Horním Bavorsku a poté se usadil v Hamburku. Poté pracoval v chemickém skladu.
Zemřel 16. června 1966.

## Vyznamenání
- Železný kříž 2. a 1. třídy (1914)
- Hanzovní kříž Hamburku
- Válečný záslužný kříž 2. třídy
- Odznak za zranění ve stříbře (1918)
- Slezská orlice 2. a 1. třídy
- Medaile za Anschluss
- Sudetská pamětní medaile se sponou „Pražský hrad“
- Železný kříž se sponou 2. a 1. třídy
- Rytířský kříž Železného kříže (1940)
- Medaile za východní frontu
- Čestný meč říšského vůdce SS
- Čestný prsten SS